# تپه باستانی خالصه
تپه باستانی خالصه با قدمتی که به ۶۰۰۰ سال قبل از میلاد و دوره نوسنگی برمی‌گردد که به عنوان مهم‌ترین منبع برای مطالعه دربارهٔ تاریخچه فلات مرکزی و شمال غربی ایران محسوب می‌شود.
کاوش‌های انجام شده در سال‌های گذشته پرده از رازهای مهمی برداشته است که از جمله مهم‌ترین آن‌ها باید به دیده شدن نشانه‌های زندگی در تپه خالصه اشاره کنیم. خانه‌های کشف‌شده همگی از جنس خشت و چینه هستند و این سبک از معماری نشان می‌دهد که زندگی مردم در دوره روستانشینی و به صورت استقرار دائمی بوده است. این تپه باستانی و تاریخی در جنوب شهر خرم دره واقع شده است.

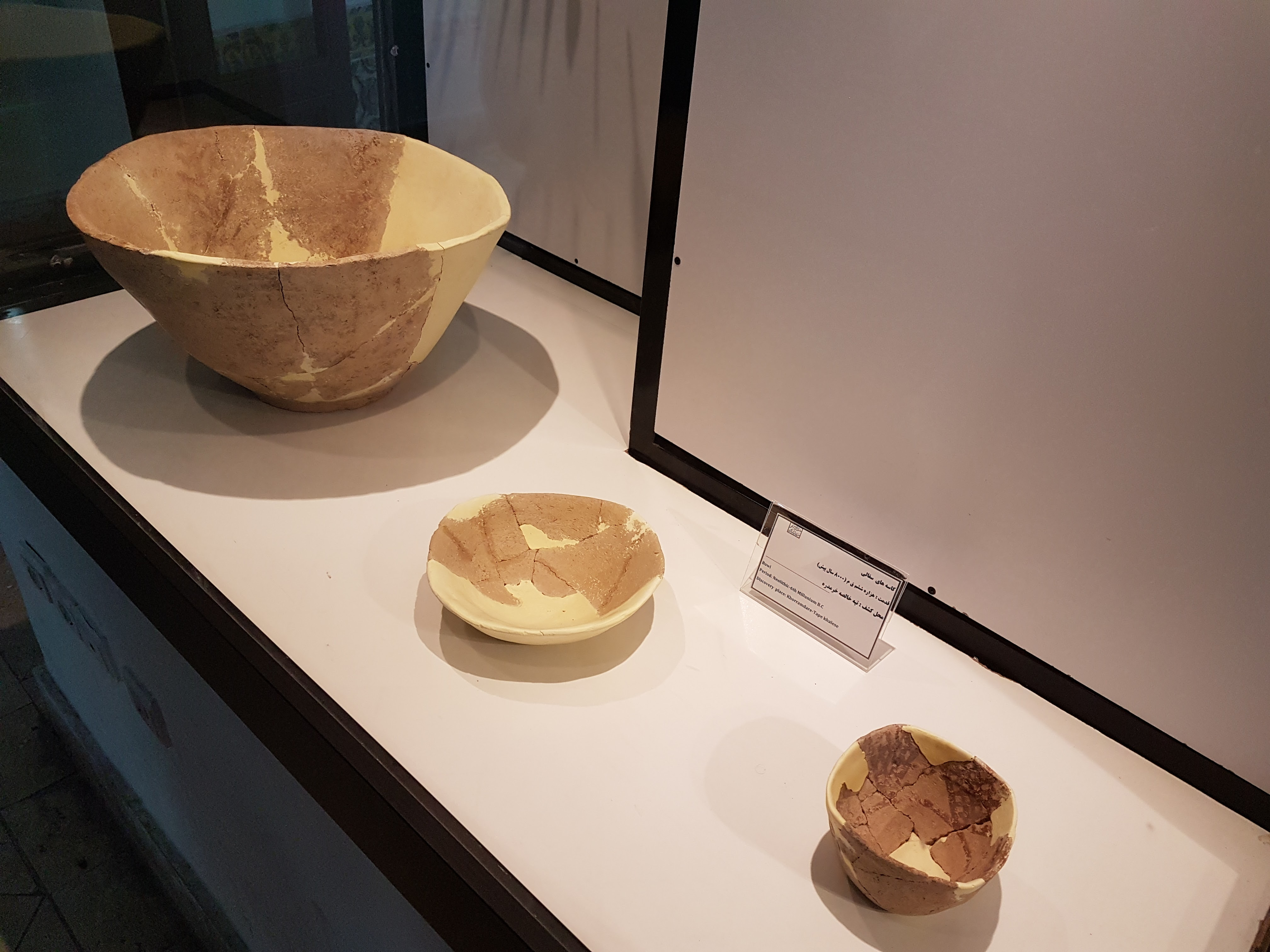
اشیای کشف شده از تپه باستانی خالصه

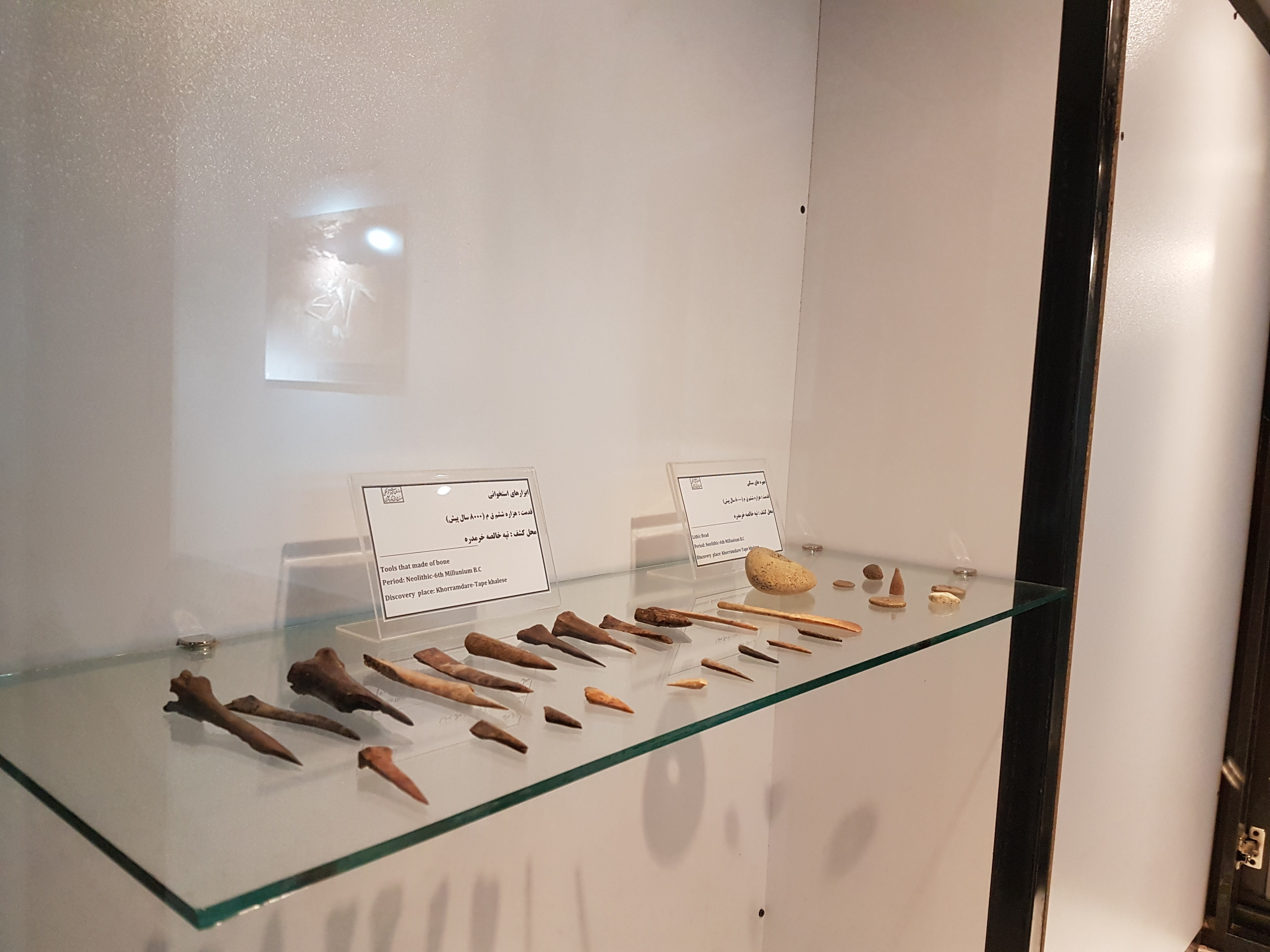
ابزارهایی از دوره خالصه

کشف دانه‌های گیاهی مانند نخود لپه‌ای و لوبیا در تپه خالصه به خوبی نشان می‌دهد که مردم آن زمان به شغل کشاورزی مشغول بوده‌اند. وجود کوره‌های سفالگری هم خودکفایی آن‌ها را به تصویر می‌کشد. موضوع دیگری که در این کاوش‌ها مشخص شده این است که مردم آن زمان برای تدفین مرده‌های خود از روش خمره‌ای استفاده می‌کردند؛ یعنی مرده‌های خود را درون خمره قرار می‌دادند.  وجود 3 اسکلت ۸۰۰۰ ساله که به صورت خمره‌ای دفن شده‌اند، این موضوع را به خوبی اثبات می‌کند.
از دیگر آثار کشف‌شده در تپه خالصه باید به ابزارهای سنگی کشاورزی و ظروف سفالی باستانی اشاره کنیم. با مطالعه روی ظروف سفالی، باستان‌شناسان مشخص کرده‌اند که این تپه باستانی تنها در دوره‌های نوسنگی و مس‌سنگ زنده بوده و پس از آن متروک شده است. تپه خالصه خرم دره را می‌توان از معدود مناطق شناخته شده پیش از تاریخ ایران دانست که می‌تواند اطلاعات مهمی در خصوص پیش از تاریخ شمال غرب فلات ایران ارائه کند و در یک‌کلام باید بگوییم که این تپه باستانی به خوبی تفاوت میان زندگی مردم امروزی و مردم ۸۰۰۰ سال پیش را به تصویر می‌کشد.